# 알린 디사이드 (영국 의회 선거구)
알린 디사이드(영어: Alyn and Deeside, 언어 오류(cym): Alun a Glannau Dyfrdwy)는 영국 의회의 하원에서 지역을 대표하는 웨일스의 선거구이다. 2001년부터 노동당의 마크 테이미가 지역구 의원을 맡고 있다.
1983년 처음 신설되었으며 웨일스 의회에서 알린 디사이드라는 동명의 지역구가 있다.

## 지역 정보
잉글랜드와의 경계에 접한 지역구로서 렉셤주 북부와 체스터주 서부에 자리한 내륙 산업지대의 일부이다. 도요타, BAE, 에어버스 등의 대기업 공장이 이 지역에 들어와 있다. 지역구 주민들은 쇼턴, 코나스키, 버클리, 하워든, 캐르굴 등의 도시에 거주한다.
원래 이스트플린트셔라는 이름이었던 이 지역구는 1983년 선거구 개편으로 지난 1974년 신설된 알린 디사이드라는 동명의 구역명에서 이름을 새로 따오게 되었다.

## 구획
- 1983–1997년: 알린 디사이드구, 렉셤 맬러구
- 1997–2010년: 알린 디사이드구
- 2010년~: 플린트셔주 애시턴, 브라우턴노스이스트, 브라우턴사우스, 버클리비스터이스트, 버클리비스터웨스트, 버클리마운틴, 버클리펜트로빈, 캐르굴, 코나스키센트럴, 코나스키골프턴, 코나스키사우스, 코나스키웨퍼, 엘로, 하워든, 하이어키너턴, 호프, 흘란퍼너드, 만코트, 페니포르드, 퀸스페리, 솔트니몰드정션, 솔트니스톤브리지, 실랜드, 쇼튼이스트, 쇼튼하이어, 쇼튼웨스트, 트레우던

## 역대 국회의원
| 선거 | 선거   | 의원        | 정당   | 비고 |
| ---- | ------ | ----------- | ------ | ---- |
|      | 1983년 | 배리 존스   | 노동당 |      |
|      | 2001년 | 마크 테이미 | 노동당 |      |

## 선거

### 2010년대
| 선거                                                       | 선거 결과 | 선거 결과                                            | 후보                | 후보        | 정당   | 득표   | %     | ±%    |
| ---------------------------------------------------------- | --------- | ---------------------------------------------------- | ------------------- | ----------- | ------ | ------ | ----- | ----- |
| 2019년 총선 유권자수: 62,783 투표수: 43,008 (68.7%) (−2.3) |           | 노동당 유지 과반 득표: 213 (0.5%) −11.2 -5.6% 선회   |                     | 마크 테이미 | 노동당 | 18,271 | 42.5  | -9.6  |
| 2019년 총선 유권자수: 62,783 투표수: 43,008 (68.7%) (−2.3) |           | 노동당 유지 과반 득표: 213 (0.5%) −11.2 -5.6% 선회   | 샌조이 선           | 보수당      | 18,058 | 42.0   | +1.6  |       |
| 2019년 총선 유권자수: 62,783 투표수: 43,008 (68.7%) (−2.3) |           | 노동당 유지 과반 득표: 213 (0.5%) −11.2 -5.6% 선회   | 사이먼 월           | 브렉시트당  | 2,678  | 6.2    |       |       |
| 2019년 총선 유권자수: 62,783 투표수: 43,008 (68.7%) (−2.3) |           | 노동당 유지 과반 득표: 213 (0.5%) −11.2 -5.6% 선회   | 도나 랄렉           | 자유민주당  | 2,548  | 5.9    | +3.5  |       |
| 2019년 총선 유권자수: 62,783 투표수: 43,008 (68.7%) (−2.3) |           | 노동당 유지 과반 득표: 213 (0.5%) −11.2 -5.6% 선회   | 수전 힐스           | 웨일스당    | 1,453  | 3.4    | +0.8  |       |
| 2017년 총선 유권자수: 63,012 투표수: 44,760 (71.0%) (+4.4) |           | 노동당 유지 과반 득표: 5,235 (11.7%) +3.6 +1.8% 선회 |                     | 마크 테이미 | 노동당 | 23,315 | 52.1  | +12.1 |
| 2017년 총선 유권자수: 63,012 투표수: 44,760 (71.0%) (+4.4) |           | 노동당 유지 과반 득표: 5,235 (11.7%) +3.6 +1.8% 선회 | 로라 나이틀리       | 보수당      | 18,080 | 40.4   | +8.5  |       |
| 2017년 총선 유권자수: 63,012 투표수: 44,760 (71.0%) (+4.4) |           | 노동당 유지 과반 득표: 5,235 (11.7%) +3.6 +1.8% 선회 | 재키 허스트         | 웨일스당    | 1,171  | 2.6    | -1.3  |       |
| 2017년 총선 유권자수: 63,012 투표수: 44,760 (71.0%) (+4.4) |           | 노동당 유지 과반 득표: 5,235 (11.7%) +3.6 +1.8% 선회 | 데이비드 그리프스   | 영국 독립당 | 1,117  | 2.5    | -15.1 |       |
| 2017년 총선 유권자수: 63,012 투표수: 44,760 (71.0%) (+4.4) |           | 노동당 유지 과반 득표: 5,235 (11.7%) +3.6 +1.8% 선회 | 피트 윌리엄스       | 자유민주당  | 1,077  | 2.4    | -1.8  |       |
| 2015년 총선 유권자수: 62,016 투표수: 41,314 (66.6%) (+1.1) |           | 노동당 유지 과반 득표: 3,343 (8.1%) +0.8 +0.4% 선회  |                     | 리처드 버든 | 노동당 | 16,540 | 40.0  | +0.4  |
| 2015년 총선 유권자수: 62,016 투표수: 41,314 (66.6%) (+1.1) |           | 노동당 유지 과반 득표: 3,343 (8.1%) +0.8 +0.4% 선회  | 레이첼 맥린         | 보수당      | 13,197 | 31.9   | -0.4  |       |
| 2015년 총선 유권자수: 62,016 투표수: 41,314 (66.6%) (+1.1) |           | 노동당 유지 과반 득표: 3,343 (8.1%) +0.8 +0.4% 선회  | 키스 로             | 영국 독립당 | 7,260  | 17.6   | +15.1 |       |
| 2015년 총선 유권자수: 62,016 투표수: 41,314 (66.6%) (+1.1) |           | 노동당 유지 과반 득표: 3,343 (8.1%) +0.8 +0.4% 선회  | 스티브 헤인스       | 자유민주당  | 1,733  | 4.2    | -14.1 |       |
| 2015년 총선 유권자수: 62,016 투표수: 41,314 (66.6%) (+1.1) |           | 노동당 유지 과반 득표: 3,343 (8.1%) +0.8 +0.4% 선회  | 재클린 허스트       | 웨일스당    | 1,608  | 3.9    | 0.0   |       |
| 2015년 총선 유권자수: 62,016 투표수: 41,314 (66.6%) (+1.1) |           | 노동당 유지 과반 득표: 3,343 (8.1%) +0.8 +0.4% 선회  | 앨러스데어 이버트선 | 녹색당      | 976    | 2.4    |       |       |

2015년 2월 총선을 앞두고 보수당이 실수로 노동당의 텃밭 지역구로서 당선 확률이 낮은, 타깃으로 삼지 않는 지역구 목록을 유출한 적이 있었는데 그 중에 알린 디사이드 지역구도 포함됐다. 한편으로 필 우즈 무소속 후보가 출마를 선언했다가 철회하는 일도 있었다.

## 같이 보기
- 웨일스의 영국 의회 선거구

### 참조주
1. ↑  “Usual Resident Population, 2011”. 《Neighbourhood Statistics》. Office for National Statistics. 2016년 3월 3일에 원본 문서에서 보존된 문서. 2015년 1월 25일에 확인함.
2. ↑  “Beyond 20/20 WDS - Table view”. 《2011 Electorate Figures》. StatsWales. 2010년 12월 1일. 2011년 10월 3일에 원본 문서에서 보존된 문서. 2011년 3월 13일에 확인함.
3. ↑  UK Polling Report http://ukpollingreport.co.uk/2015guide/alynanddeeside/ 보관됨 2021-11-10 - 웨이백 머신
4. ↑  레이그 레이먼트의 연도별 국회의원 목록 (Leigh Rayment's Historical List of MPs) –  'N'로 시작하는 선거구 - part 2
5. ↑  “Persons Nominated” (PDF). 《Flintshire County Council》. Flintshire County Council. 2019년 11월 17일에 확인함.
6. ↑  “Election Results”. 《Flintshire County Council》. Flintshire County Council. 2019년 12월 31일에 확인함.
7. ↑  “Alyn and Deeside Parliamentary constituency”. 《BBC News》. 2020년 1월 12일에 확인함.
8. ↑  “Persons Nominated” (PDF). 《Flintshire County Council》. Flintshire County Council. 2019년 11월 17일에 확인함.
9. ↑  “Election Results”. 《Flintshire County Council》. Flintshire County Council. 2019년 12월 31일에 확인함.
10. ↑  “Alyn and Deeside Parliamentary constituency”. 《Election 2017 Results》. BBC. 2017년 6월 8일에 확인함.
11. ↑  “Election Data 2015”. Electoral Calculus. 2015년 10월 17일에 원본 문서에서 보존된 문서. 2015년 10월 17일에 확인함.
12. ↑  “Alyn and Deeside result”. 《Election Results For Alyn And Deeside》. Flintshire County Council. 2015년 9월 20일에 확인함.
13. ↑  “Alyn and Deeside Parliamentary constituency”. Election 2015. 《BBC News》. 2015년 5월 5일에 확인함.
14. ↑  “may2015.com - may2015 Resources and Information.”. 《may2015.com》. 2022년 11월 24일에 원본 문서에서 보존된 문서. 2022년 1월 1일에 확인함.
15. ↑  “Conservative Non Target Candidates”.
16. ↑  Porter, Gary (2014년 11월 19일). “Connah's Quay comedy writer to stand for Alyn and Deeside in next election”. 《Daily Post》.